# تليمكس
تليمكس هي شركة اتصالات سلكية ولاسلكية مقرها في مكسيكو سيتي تقدم منتجات وخدمات الاتصالات في المكسيك،  الأرجنتين ، تشيلي ، كولومبيا ، البرازيل ( إمبراتيل ) ، إكوادور ، بيرو ، فنزويلا ودول أخرى في أمريكا اللاتينية . لا تزال الشركة هي شركة الاتصالات الهاتفية الثابتة في المكسيك.   بالإضافة إلى خدمة الهاتف الثابت التقليدية، توفر إمكانية الوصول إلى الإنترنت من خلال علامة انفيلتنيوم الخاصة بشبكات Wi-Fi والبيانات والخدمات المستضافة و IPTV. تمتلك تليمكس 90 في المائة من خطوط الهاتف في مكسيكو سيتي  و 80 في المائة من الخطوط في البلاد. تليمكس هي شركة تابعة مملوكة بالكامل لأمريكا موفيل .

## روابط خارجية
- الموقع الرسمي
- عمليات الولايات المتحدة الأمريكية
- صافي الدخل Telmex
- تلفزيون اونو